# Stanovništvo Maroka
Stanovništvo Maroka procjenjuje se da ima 35 milijuna stanovnika (2013.). 
Velika većina Marokanaca su arapsko-berberskoga podrijetla,  bez obzira da li govore berberski jezik ili ne. Dio Marokanaca se deklarira kao Berberi preko govornog jezika, kroz kombinaciju obitelji/plemena/teritorijalne povezanosti, ili kroz sve to. Drugi dio Marokanaca deklariraju se kao arapski Berberi ili jednostavno kao Arapi, većinom na temelju toga što govore marokanski arapski ili što ne govore berberski. Neki od njih vjeruju da imaju arapsko podrijetlo iz Arapskog poluotoka i Levanta. Neki Marokanci vjeruju da su imaju miješano berbersko-arapsko podrijetlo ili berbersko-arapsko-andaluzijsko podrijetlo. Nema službenih podataka o točnom etničkom podrijetlu svih Marokanaca, ali implicitno se prihvaća ideja, da su Marokanci uglavnom mješovitoga berbersko-arapskoga podrijetla.
Maroko su počeli naseljavati Berberi prije najmanje 5000 godina. Neki procjenjuju prisutnost Berbera i prije 8000+ godina. Dio sjevernih dijelova Maroka bili su pod vlašću Rimljana, Vandala, bizantskih vlasti, ponekad u suradnji s autohtonim Berberima. Tu je bila vjerojatno visoka pojava brakova i križanja između Berbera i europskih doseljenika. Od oko 710., mnogi Arapi iz Arapskog poluotoka i Levanta osvajaju marokanski teritorij tijekom osvajanja Omejidskoga Kalifata. Teško pristupačna i planinska područja drevnoga Maroka bila su uvijek pod kontrolom Berbera. Mala manjina stanovništva se identificira kao Haratini i Gnaoua, tamnoputi sjedilački poljoprivrednici u južnim oazama koji govore ili berberski ili marokanski arapski.
Oko 95 % Marokanaca smatraju se sunitskim muslimanima vjerski ili kulturno. Brojnost židovske manjine znatno se smanjila od stvaranja države Izrael 1948. godine i danas postoji manje od 5000 marokanskih Židova unutar zemlje. Tisuće marokanskih Židova koji žive u Europi, Izraelu i Sjevernoj Americi redovito posjećuju zemlju. Postoji mala, ali rastuća manjina marokanskih kršćana od lokalnih marokanskih obraćenika (ne Europljana). Procjene marokanskih kršćana razlikuju se značajno između 30.000 i 300.000. Većina od 100.000 stranih stanovnika su Francuzi, Španjolci, Alžirci i subsaharski afrički studenti.